# Souimanga de Bouvier
Cinnyris bouvieri
Espèce
Statut de conservation UICN

 LC  : Préoccupation mineure
Le Souimanga de Bouvier (Cinnyris bouvieri) est une espèce de passereaux de la famille des Nectariniidae.
Son nom honore le carcinologue et entomologiste Eugène Louis Bouvier (1856-1944).
Son aire dissoute s'étend à travers l'Afrique centrale.